# 木村賢一 (ラグビー選手)
木村 賢一（きむら けんいち、1968年12月29日 - ）は、日本の元ラグビー選手。

## プロフィール
- 現役時代のポジションはプロップ(PR)。
- 日本代表通算キャップ数は1でラグビーワールドカップ1991の日本代表に選ばれた[1]。

## 略歴
大阪体育大学卒業後、1991年、トヨタ自動車(現・トヨタヴェルブリッツ)に加入。
1996年6月9日に行われたパシフィック・リム選手権カナダ戦で日本代表初キャップを獲得した。